# Tobrilus longicaudatus
Tobrilus longicaudatus is een rondwormensoort uit de familie van de Tobrilidae. De wetenschappelijke naam van de soort is voor het eerst geldig gepubliceerd in 1923 door Schneider.